# Toqui
Toqui (in lingua mapudungun, ascia o portatore d'ascia) è un titolo che veniva conferito dai Mapuche (popolazione indigena del Cile) a coloro che erano scelti come generali in tempo di guerra, oppure in occasione di grandi calamità quali siccità, epidemie o altri problemi significativi affliggenti vaste aree del territorio.

## Elezione
Il toqui era scelto in un'assemblea (coyag) dei capi (lonco) dei vari clan (rewe) o delle confederazioni di clan (aillarewe) alleati durante il conflitto in questione.
Il metodo di elezione era variabile, ma si basava sulla fama o sull'abilità dei candidati come guerrieri, o sulle loro capacità oratorie. La versione raccontata da Alonso de Ercilla in La Araucana sull'elezione di Caupolicán, consistente in una prova di forza, non è universalmente accettata.
Le assemblee erano moderate dal Mapu-toqui.
A causa della lotta contro i conquistadores, i Mapuche si videro costretti a formare alleanze tra varie ayllarewe, formando gruppi chiamati butalmapu («grande territorio», o zona di guerra). Il leader del butalmapu, noto agli spagnoli come Gran toqui (Butal-Toqui) era eletto dai mapu-toqui.

## Mandato
Il toqui poteva esigere stretta obbedienza da tutti i guerrieri e dai loro capi durante la guerra, poteva organizzarli in unità e nominare leader tra di loro. La carica era in vigore fino alla morte del toqui, o all'abdicazione (p.e. Cayancaru), o alla deposizione in un'altra assemblea (come nel caso di Lincoyan, per scarsa leadership) o fino alla conclusione della guerra per cui era stata conferita.

## Strategia e tattica militare
Alcuni dei più famosi toqui della guerra di Arauco contro gli Spagnoli portarono innovazioni tecniche; per esempio:
- Lautaro introdusse tattiche di fanteria per sconfiggere la cavalleria;
- Lemucaguin fu il primo toqui a utilizzare armi da fuoco e artiglieria in battaglia;
- Nongoniel  fu il primo toqui a utilizzare la cavalleria nell'esercito Mapuche;
- Cadeguala fu il primo a impiegare con successo la cavalleria contro quella spagnola;
- Lientur fu un pioniere nella tattica dei numerosi e rapidi malóns, le caratteristiche incursioni mapuche in territorio spagnolo.

Il più importante toqui fu l'anziano Paillamachu, che sviluppò una strategia, organizzò e istruì pazientemente le sue forze e i suoi vice, riuscendo a espellere gli Spagnoli dall'Araucanía con la Grande Rivolta del 1598-1604.

## Lista di toqui Mapuche
- Malloquete 1546 †
- Aillavillú 1550 †
- Lincoyan 1551-1553
- Lautaro  1554-1557 †
- Caupolicán 1557-1558 †
- Caupolicán II 1558 †

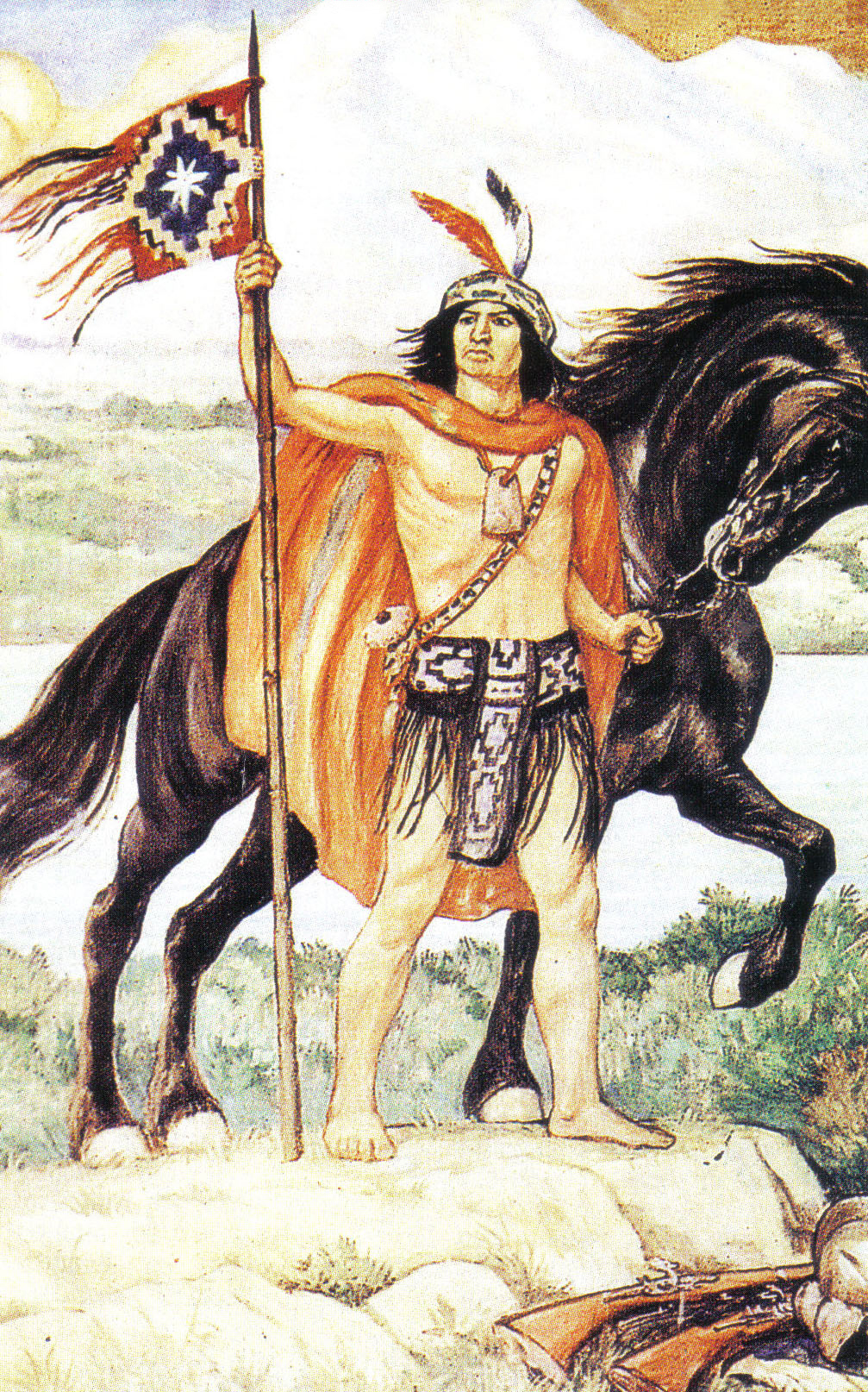
Il toqui Lautaro, dipinto da Pedro Subercaseaux

- Illangulién (Antiguenu) 1559-1564 †
  - Loble vice toqui 1563-1565
- Paillataru 1564-1574
  - Llanganabal
  - Millalelmo
- Paynenancu (Alonzo Díaz) 1574-1583 †
- Cayancura 1584-1585
- Nongoniel 1585 †
- Cadeguala 1585-1586 †
- Guanoalca 1587-1590
- Quintuguenu 1591 †
- Paillaeco 1591 †
- Paillamachu 1592-1603
  - Pelantaro vice toqui
  - Millacolquin vice toqui
- Huenecura 1604-1610
- Aillavilu II 1610
- Anganamón, Ancanamon o Ancanamun 1612 - 1613
- Loncothegua 1613-1621
- Lientur 1621-1629
- Butapichón 1629-1631
- Quepuantú 1631-1632 †
- Butapichón 1632-1634 †
- Huenucalquin 1634-1635 †
- Curanteo 1635 †
- Curimilla 1635-1639 †
- Lincopinchon 1640-1641
- Clentaru 1655-1656
- Mestizo Alejo 1656-1661 †
- Misqui 1661-1663 †
- Colicheuque 1663 †
- Udalevi 1664-1665 †
  - Calbuñancü vice toqui 1664-1665 †
- Ayllicuriche 1672-1673 †
- Millalpal (Millapán) 1692-1694
- Vilumilla 1722-1726
- Curiñancu 1766-1774

† Morto in battaglia o giustiziato per ribellione.